# كوكساكي (نيويورك)
كوكساكي (بالإنجليزية: Coxsackie, New York)‏ هي بلدة أمريكية تقع في الولايات المتحدة في نيويورك (ولاية). يقدر عدد سكانها بـ 8,918 نسمة .

## أعلام
- فرانك هاسي
- إيزابيل ريا